# Hymedesmia armigera
Hymedesmia armigera är en svampdjursart som först beskrevs av James Scott Bowerbank 1882.  Hymedesmia armigera ingår i släktet Hymedesmia och familjen Hymedesmiidae. Inga underarter finns listade i Catalogue of Life.